# Condado de Salvatierra de Tormes
El Condado de Salvatierra de Tormes es un título nobiliario otorgado en 1469 a don García Álvarez de Toledo y Carrillo de Toledo, II conde de Alba de Tormes y luego I duque de Alba de Tormes, es nombrado I conde de Salvatierra de Tormes.
Este condado tuvo como antecedente la carta real de merced despachada desde Medina del Campo, el 8 de diciembre de 1429, por el rey Juan II de Castilla (1406-1454) donando la villa de Salvatierra de Tormes a don Fernando Álvarez de Toledo y Sarmiento, señor de Valdecorneja, quien sucedió a su tío en el señorío de Alba de Tormes con el título de I conde de Alba de Tormes.
Desde principios del siglo XVI el condado tuvo un período de franco crecimiento de su economía gracias al III conde de Salvatierra de Tormes, Fernando Álvarez de Toledo y Pimentel, el gran duque de Alba, III duque de Alba de Tormes, VII señor de Valdecorneja y II conde de Piedrahíta, quien había recibido el condado de su abuelo, don Fadrique Álvarez de Toledo en el año de 1531, y lo ostentó hasta el de 1582, en que falleció. 
Como señores de la villa de Salvatierra, los condes de Salvatierra de Tormes tenían derecho a nombrar a las personas presentadas para las justicias locales y autoridades administrativas municipales.

## Organización territorial del Condado de Salvatierra de Tormes
Hay constancia de que en el siglo XVIII el Condado de Salvatierra de Tormes se dividía en dos "quartos", los de Abaxo y de Arriba, a los que se añadían la villa de Salvatierra y sus arrabales. La división del territorio Salvatierra de Tormes que se recoge en la división Floridablanca es la siguiente (se ponen las denominaciones originales que poseen en el documento de 1789):
- Villa de Salvatierra de Tormes

- Arrabales: Aldea vieja, Tala

- Quarto de Abaxo: Alameda de Juan Martín (alquería), Amatos (alquería), Berrocal, Castillejo (alquería), La Dueña (despoblado), Herreros (despoblado), Monasterio (despoblado), Montejo, Nava-redonda, Palacios, Pedrosillo, Pizarral, Saocera (despoblado), El Villar (despoblado).

- Quarto de Arriba: Aldea nueva de Campo-mojado (despoblado), La Cabezuela, El Campillo, Casa-franca, Fuente el Roble, El Guijuelo